# Ҧ
Ҧ (minuscule : ҧ), appelé pé crochet médian, est une lettre de l'alphabet cyrillique qui était utilisée en abkhaze et a été utilisée en ossète. En abkhaze, elle a été remplacée par la lettre pé crampon ‹ Ԥ ԥ ›.
Il s'agit de la lettre П, diacritée par un crochet.

## Utilisations
En abkhaze, Ҧ était utilisé pour représenter une consonne occlusive bilabiale sourde aspirée (notée /pʰ/ dans l'alphabet phonétique international).

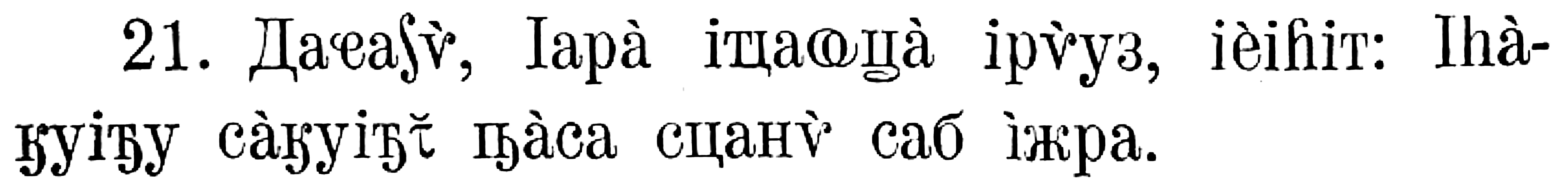
Matthieu 8:21 dans les Évangiles en abkhaze publiés en 1912.

Andreas Sjögren utilise le ҕ dans l’alphabet cyrillique ossète dans sa grammaire publiée en 1844, lettre qu’il construit sur le modèle d’une nouvelle lettre cyrillique dérivée du ha ‹ 𐌷 › de l’alphabet gothique.

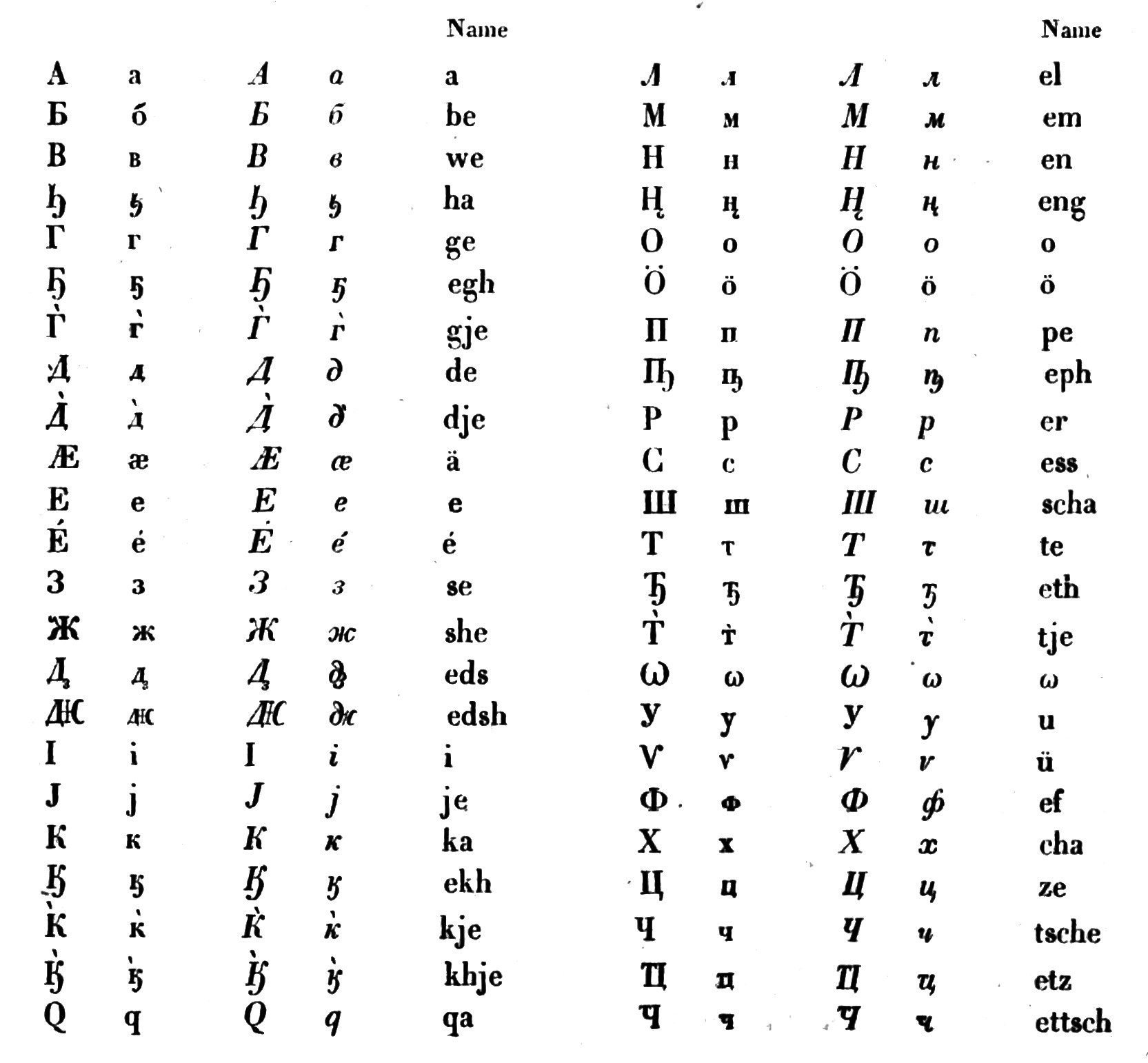
Alphabet ossète de Sjögren 1844.
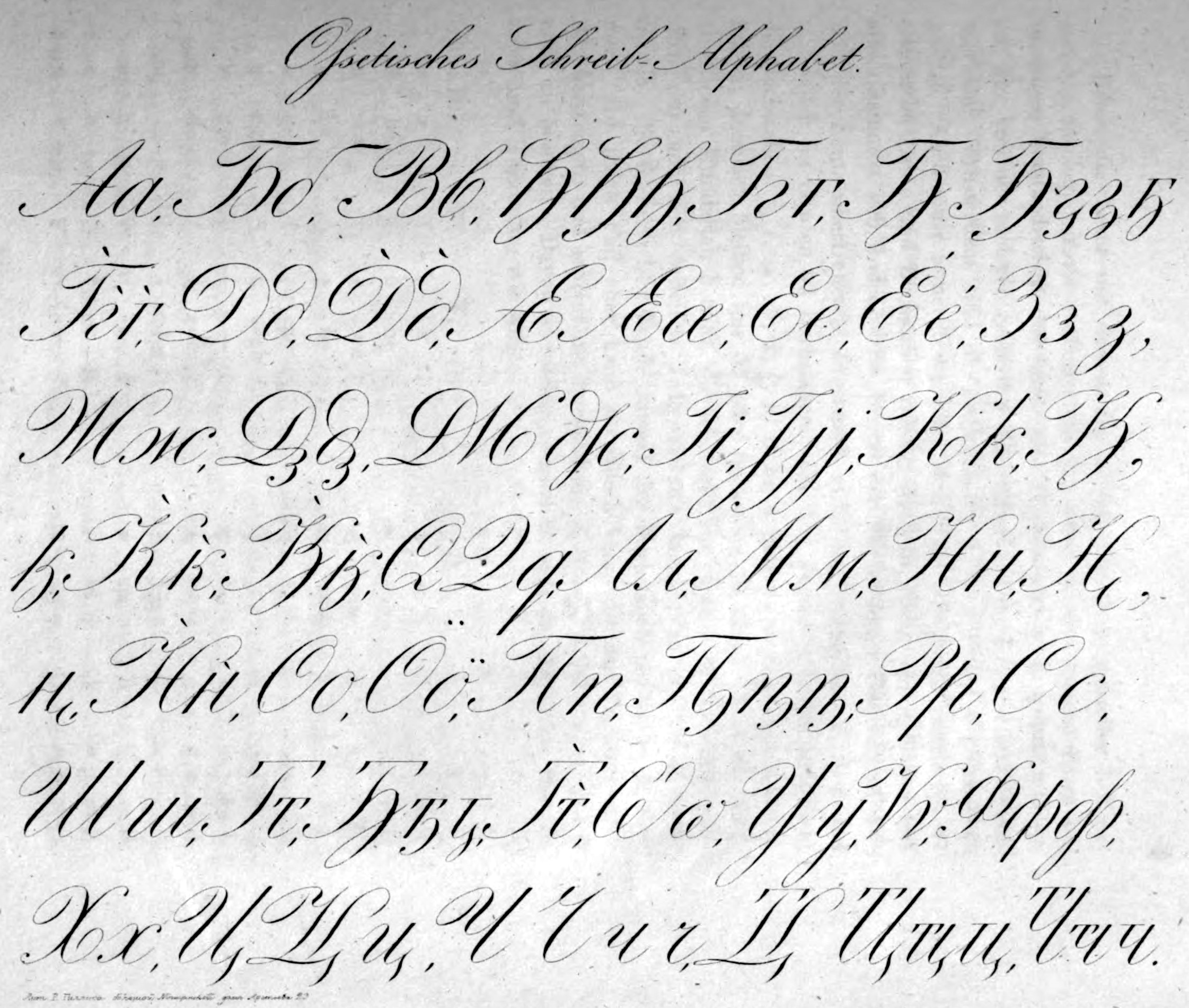
Alphabet ossète de Sjögren 1844 en écriture cursive.

## Représentation informatique
Le pé crochet médian peut être représenté avec les caractères Unicode suivants :
| formes    | représentations | chaînes de caractères | points de code | descriptions                                  |
| --------- | --------------- | --------------------- | -------------- | --------------------------------------------- |
| capitale  | Ҧ               | Ҧ                     | U+04A6         | lettre majuscule cyrillique pé crochet médian |
| minuscule | ҧ               | ҧ                     | U+04A7         | lettre minuscule cyrillique pé crochet médian |